# Пайвино (Новосибирский район)
Пайвино — село в Новосибирском районе Новосибирской области России. Входит в состав Ярковского сельсовета.

## География
Площадь села — 117 гектаров.

## История
Основано в 1776 году. В 1928 году состояло из 228 хозяйств, основное население — русские. В административном отношении являлось центром Пайвинского сельсовета Бугринского района Новосибирского округа Сибирского края.

## Население
| 1926 | 2002 | 2007 | 2010 |
| ---- | ---- | ---- | ---- |
| 1170 | ↘238 | ↗296 | ↗305 |

## Инфраструктура
В селе по данным на 2007 год функционирует 1 учреждение здравоохранения.